# Ischalea
Ischalea is een geslacht van spinnen uit de  familie van de Stiphidiidae.

## Soorten
- Ischalea incerta (O. P.-Cambridge, 1877)
- Ischalea longiceps Simon, 1898
- Ischalea spinipes L. Koch, 1872